# تيري بول
تيري بول (بالإنجليزية: Terry Poole)‏ (8 ديسمبر 1937 بشفيلد في المملكة المتحدة - ) هو لاعب كرة قدم بريطاني في مركز نصف الجناح. لعب مع شيفيلد وينزداي ودارلينجتون إف سى.